# فهرست گل‌های ملی لیونل مسی

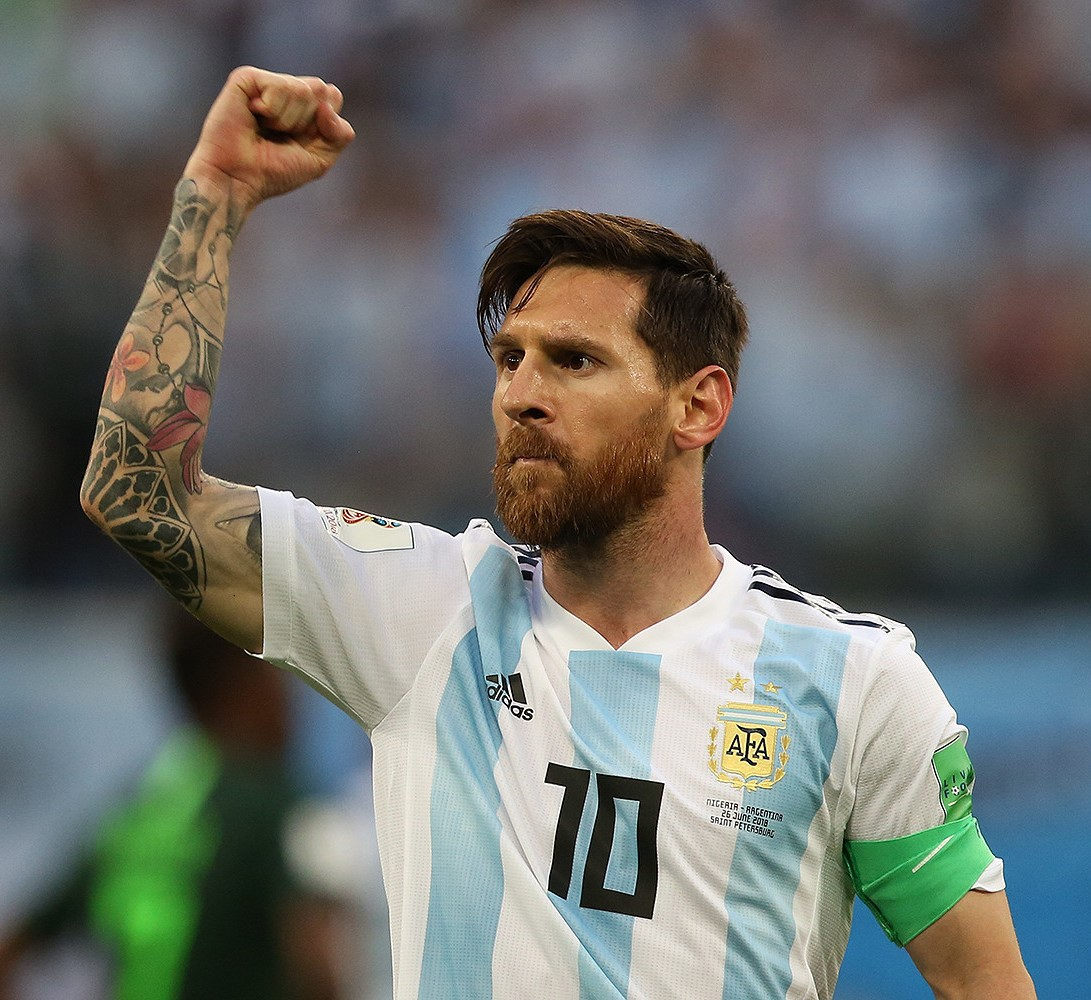
لیونل مسی پس از به ثمر رساندن گل به نیجریه در جام جهانی فوتبال ۲۰۱۸. وی ۱۱۲ گل در ۱۸۷ بازی ملی برای آرژانتین به ثمر رسانده‌است.

لیونل مسی بازیکن فوتبال اهل آرژانتین است که در پست‌های مهاجم و وینگر برای باشگاه فوتبال اینتر میامی و تیم ملی آرژانتین بازی می‌کند. وی از زمان نخستین دعوتش به تیم ملی آرژانتین در سال ۲۰۰۵ تاکنون ۱۱۲ گل در ۱۹۱ بازی ملی به ثمر رسانده‌است و در حال حاضر بهترین گل‌زن تاریخ تیم ملی فوتبال آرژانتین است؛ قبل از وی این رکورد در اختیار گابریل باتیستوتا بود که در ۲۱ ژوئن ۲۰۱۶ مسی با گل‌زنی از طریق یک ضربه آزاد مقابل تیم ملی فوتبال ایالات متحده آمریکا در نیمه‌نهایی کوپا آمریکای قرن از رکورد باتیستوتا عبور کرد. وی نخستین بازی ملی خود برای تیم اصلی آرژانتین را در ۱۷ اوت ۲۰۰۵ مقابل تیم ملی مجارستان انجام داد که این بازی با نتیجه ۲–۱ به نفع آرژانتین به پایان رسید. وی نخستین گل ملی‌اش را نیز یک سال بعد و در ششمین بازی ملی خود مقابل کرواسی به ثمر رساند.
گل مسی مقابل تیم ملی صربستان و مونته‌نگرو در ۱۶ ژوئن ۲۰۰۶ وی را به جوان‌ترین گل‌زن تیم ملی آرژانتین در تاریخ جام جهانی مبدل کرد؛ زمانی که وی فقط ۱۸ سال و ۳۵۷ روز سن داشت. وی تاکنون ۸ هت تریک در بازی‌های ملی به ثبت رسانده‌است و ۱۱ بار هم توانسته دبل کند (دو گل در یک مسابقه به ثمر برساند). مسی بیشتر از هر تیم دیگری مقابل تیم ملی پاراگوئه گل ملی به ثمر رسانده‌است، وی ۵ بار دروازه این تیم را در رقابت‌های مختلف باز کرده‌است.
بیست و شش گلی که مسی در رقابت‌های مقدماتی جام جهانی فوتبال به ثمر رسانده، وی را در کنار لوییس سوارز، هم‌تیمی‌اش در باشگاه بارسلونا، به بهترین گل‌زن تاریخ رقابت‌های مقدماتی جام جهانی در منطقهٔ کونمبول تبدیل کرده‌است. وی ۹ گل در رقابت‌های کوپا آمریکا به ثمر رساند و در سال‌های ۲۰۰۷، ۲۰۱۵ و ۲۰۱۶ تیم خود را تا فینال این رقابت‌ها رهبری کرد، هرچند هر ۳ مرتبه در نهایت نتوانست قهرمان شود و عنوان نائب قهرمانی را کسب کرد. در چهل و چهارمین دورهٔ این مسابقات (سال ۲۰۱۵) وی ظاهراً جایزهٔ بهترین بازیکن رقابت‌ها را پس زد تا این عنوان از فهرست جوایز حذف شود. او تا به حال ۱۳ گل در مسابقات جام جهانی فوتبال به ثمر رسانده‌است که شامل یک گل در سال ۲۰۰۶، ۴ گل در سال ۲۰۱۴، یک گل در سال ۲۰۱۸ و ۷ گل در سال ۲۰۲۲ می‌شود؛ درخشان‌ترین دورهٔ جام جهانی برای وی جام جهانی ۲۰۲۲ قطر بود که وی علاوه بر قهرمانی در آن دوران مسابقات، عنوان توپ طلایی رقابت‌ها را نیز از آن خود کرد. سایر گل‌های ملی مسی عبارت‌اند از ۴۸ گل در بازی‌های دوستانه. وی همچنین دو گل نیز در بازی‌های المپیک تابستانی ۲۰۰۸ به ثمر رسانده که چون در ردهٔ بزرگسال نبوده در فهرست زیر نیامده‌است.
مسی در تاریخ ۹ مارس ۲۰۲۳ به سومین بازیکن تاریخ بدل شد که در پیراهن تیم ملی بیش از صد گل به ثمر رسانده‌است. در این روز مسی با زدن سه گل به تیم کوراسائو جمع گلهای خود در پیراهن تیم ملی آرژانتین را به عدد ۱۰۲ رسانده بود و بعد از رونالدو و دایی در رتبه سوم بهترین گلزنان جهان قرار گرفت. وهم اکنون در رتبه دوم بهترین گلزنان جهان با تعداد  ۱۱۲ گل قرار دارد. 

## فهرست گل‌ها
ستون «گل»، نتیجهٔ بازی بلافاصله بعد از گل مسی و ستون «نتیجه»، نتیجهٔ پایانی بازی را نشان می‌دهد که در هر دو ستون، عدد سمت راست تعداد گل‌های آرژانتین است.
| ردیف | بازی | تاریخ           | مکان                                                            | حریف                | گل  | نتیجه            | رقابت                         | منبع   |
| ---- | ---- | --------------- | --------------------------------------------------------------- | ------------------- | --- | ---------------- | ----------------------------- | ------ |
| ۱    | ۶    | ۱ مارس ۲۰۰۶     | سنت یاکوب پارک، بازل، سوئیس                                     | کرواسی              | ۲–۱ | ۲–۳              | دوستانه                       | [ ۱۱ ] |
| ۲    | ۸    | ۱۶ ژوئن ۲۰۰۶    | فلتینس آرنا، گلزنکیرشن، آلمان                                   | صربستان و مونته‌نگرو | ۶–۰ | ۶–۰              | جام جهانی ۲۰۰۶                | [ ۶ ]  |
| ۳    | ۱۴   | ۵ ژوئن ۲۰۰۷     | نیوکمپ، بارسلون، اسپانیا                                        | الجزایر             | ۲–۲ | ۴–۳              | دوستانه                       | [ ۱۲ ] |
| ۴    | ۱۴   | ۵ ژوئن ۲۰۰۷     | نیوکمپ، بارسلون، اسپانیا                                        | الجزایر             | ۴–۲ | ۴–۳              | دوستانه                       | [ ۱۲ ] |
| ۵    | ۱۸   | ۸ ژوئیه ۲۰۰۷    | متروپولیتانو دکابوداره، بارکیسیمتو، ونزوئلا                     | پرو                 | ۲–۰ | ۴–۰              | کوپا آمریکا ۲۰۰۷              | [ ۱۳ ] |
| ۶    | ۱۹   | ۱۱ ژوئیه ۲۰۰۷   | مجموعه ورزشی کاچامی، سیوداد گویانا، ونزوئلا                     | مکزیک               | ۲–۰ | ۳–۰              | کوپا آمریکا ۲۰۰۷              | [ ۱۴ ] |
| ۷    | ۲۴   | ۱۶ اکتبر ۲۰۰۷   | ورزشگاه خوزه پاچنچو رومرو، ماراکایبو، ونزوئلا                   | ونزوئلا             | ۲–۰ | ۲–۰              | مقدماتی جام جهانی ۲۰۱۰        | [ ۲ ]  |
| ۸    | ۲۶   | ۲۰ نوامبر ۲۰۰۷  | ورزشگاه الکمپین، بوگوتا، کلمبیا                                 | کلمبیا              | ۱–۰ | ۱–۲              | مقدماتی جام جهانی ۲۰۱۰        | [ ۱۵ ] |
| ۹    | ۲۷   | ۴ ژوئن ۲۰۰۸     | ورزشگاه کوالکام، سن دیگو، ایالات متحده                          | مکزیک               | ۲–۰ | ۴–۱              | دوستانه                       | [ ۱۶ ] |
| ۱۰   | ۳۳   | ۱۱ اکتبر ۲۰۰۸   | ورزشگاه آنتونیو و. لیبرتی، بوئنوس آیرس، آرژانتین                | اروگوئه             | ۱–۰ | ۲–۱              | مقدماتی جام جهانی ۲۰۱۰        | [ ۱۷ ] |
| ۱۱   | ۳۵   | ۱۱ فوریه ۲۰۰۹   | ورزشگاه ولودروم، مارسی، فرانسه                                  | فرانسه              | ۲–۰ | ۲–۰              | دوستانه                       | [ ۱۸ ] |
| ۱۲   | ۳۶   | ۲۸ مارس ۲۰۰۹    | ورزشگاه آنتونیو و. لیبرتی، بوئنوس آیرس، آرژانتین                | ونزوئلا             | ۱–۰ | ۴–۰              | مقدماتی جام جهانی ۲۰۱۰        | [ ۱۹ ] |
| ۱۳   | ۴۴   | ۱۴ نوامبر ۲۰۰۹  | ورزشگاه ویسنته کالدرون، مادرید، اسپانیا                         | اسپانیا             | ۱–۱ | ۱–۲              | دوستانه                       | [ ۲۰ ] |
| ۱۴   | ۵۲   | ۷ سپتامبر ۲۰۱۰  | ورزشگاه آنتونیو و. لیبرتی، بوئنوس آیرس، آرژانتین                | اسپانیا             | ۱–۰ | ۴–۱              | دوستانه                       | [ ۲۱ ] |
| ۱۵   | ۵۴   | ۱۷ نوامبر ۲۰۱۰  | ورزشگاه بین‌المللی خلیفه، دوحه، قطر                              | برزیل               | ۱–۰ | ۱–۰              | دوستانه                       | [ ۲۲ ] |
| ۱۶   | ۵۵   | ۹ فوریه ۲۰۱۱    | ورزشگاه ژنو، ژنو، سوئیس                                         | پرتغال              | ۲–۱ | ۲–۱              | دوستانه                       | [ ۲۳ ] |
| ۱۷   | ۵۷   | ۲۰ ژوئن ۲۰۱۱    | ورزشگاه آنتونیو و. لیبرتی، بوئنوس آیرس، آرژانتین                | آلبانی              | ۲–۰ | ۴–۰              | دوستانه                       | [ ۲۴ ] |
| ۱۸   | ۶۴   | ۷ اکتبر ۲۰۱۱    | ورزشگاه آنتونیو و. لیبرتی، بوئنوس آیرس، آرژانتین                | شیلی                | ۲–۰ | ۴–۱              | مقدماتی جام جهانی ۲۰۱۴        | [ ۲۵ ] |
| ۱۹   | ۶۷   | ۱۵ نوامبر ۲۰۱۱  | ورزشگاه روبرتو ملندز، بارانکیلا، کلمبیا                         | کلمبیا              | ۱–۱ | ۲–۱              | مقدماتی جام جهانی ۲۰۱۴        | [ ۲۶ ] |
| ۲۰   | ۶۸   | ۲۹ فوریه ۲۰۱۲   | ورزشگاه سوئیس، برن، سوئیس                                       | سوئیس               | ۱–۰ | ۳–۱              | دوستانه                       | [ ۲۷ ] |
| ۲۱   | ۶۸   | ۲۹ فوریه ۲۰۱۲   | ورزشگاه سوئیس، برن، سوئیس                                       | سوئیس               | ۲–۱ | ۳–۱              | دوستانه                       | [ ۲۷ ] |
| ۲۲   | ۶۸   | ۲۹ فوریه ۲۰۱۲   | ورزشگاه سوئیس، برن، سوئیس                                       | سوئیس               | ۳–۱ | ۳–۱              | دوستانه                       | [ ۲۷ ] |
| ۲۳   | ۶۹   | ۲ ژوئن ۲۰۱۲     | ورزشگاه مونومنتال آنتونیو وسپوسیو لیبرتی، بوئنوس آیرس، آرژانتین | اکوادور             | ۳–۰ | ۴–۰              | مقدماتی جام جهانی ۲۰۱۴        | [ ۲۸ ] |
| ۲۴   | ۷۰   | ۹ ژوئن ۲۰۱۲     | ورزشگاه متلایف، رادرفورد شرقی، نیوجرسی، ایالات متحده            | برزیل               | ۱–۱ | ۴–۳              | دوستانه                       | [ ۲۹ ] |
| ۲۵   | ۷۰   | ۹ ژوئن ۲۰۱۲     | ورزشگاه متلایف، رادرفورد شرقی، نیوجرسی، ایالات متحده            | برزیل               | ۲–۱ | ۴–۳              | دوستانه                       | [ ۲۹ ] |
| ۲۶   | ۷۰   | ۹ ژوئن ۲۰۱۲     | ورزشگاه متلایف، رادرفورد شرقی، نیوجرسی، ایالات متحده            | برزیل               | ۴–۳ | ۴–۳              | دوستانه                       | [ ۲۹ ] |
| ۲۷   | ۷۱   | ۱۵ اوت ۲۰۱۲     | ورزشگاه کومرتسبانک آرنا، فرانکفورت، آلمان                       | آلمان               | ۲–۱ | ۳–۱              | دوستانه                       | [ ۳۰ ] |
| ۲۸   | ۷۲   | ۷ سپتامبر ۲۰۱۲  | ورزشگاه ماریو آلبرتو کمپس، کوردوبا، آرژانتین، آرژانتین          | پاراگوئه            | ۳–۱ | ۳–۱              | مقدماتی جام جهانی ۲۰۱۴        | [ ۳۱ ] |
| ۲۹   | ۷۴   | ۱۲ اکتبر ۲۰۱۲   | ورزشگاه مالویناس آرژنتیناس، مندوسا، آرژانتین                    | اروگوئه             | ۱–۰ | ۳–۰              | مقدماتی جام جهانی ۲۰۱۴        | [ ۳۲ ] |
| ۳۰   | ۷۴   | ۱۲ اکتبر ۲۰۱۲   | ورزشگاه مالویناس آرژنتیناس، مندوسا، آرژانتین                    | اروگوئه             | ۳–۰ | ۳–۰              | مقدماتی جام جهانی ۲۰۱۴        | [ ۳۲ ] |
| ۳۱   | ۷۵   | ۱۶ اکتبر ۲۰۱۲   | ورزشگاه ملی خولیو مارتینز پرادانوس، سانتیاگو، شیلی              | شیلی                | ۱–۰ | ۲–۱              | مقدماتی جام جهانی ۲۰۱۴        | [ ۳۳ ] |
| ۳۲   | ۷۸   | ۲۲ مارس ۲۰۱۳    | ورزشگاه مونومنتال آنتونیو وسپوسیو لیبرتی، بوئنوس آیرس، آرژانتین | ونزوئلا             | ۳–۰ | ۳–۰              | مقدماتی جام جهانی ۲۰۱۴        | [ ۳۴ ] |
| ۳۳   | ۸۲   | ۱۴ ژوئن ۲۰۱۳    | ورزشگاه متئو فلورس، گواتمالاسیتی، گواتمالا                      | گواتمالا            | ۱–۰ | ۴–۰              | دوستانه                       | [ ۳۵ ] |
| ۳۴   | ۸۲   | ۱۴ ژوئن ۲۰۱۳    | ورزشگاه متئو فلورس، گواتمالاسیتی، گواتمالا                      | گواتمالا            | ۳–۰ | ۴–۰              | دوستانه                       | [ ۳۵ ] |
| ۳۵   | ۸۲   | ۱۴ ژوئن ۲۰۱۳    | ورزشگاه متئو فلورس، گواتمالاسیتی، گواتمالا                      | گواتمالا            | ۴–۰ | ۴–۰              | دوستانه                       | [ ۳۵ ] |
| ۳۶   | ۸۳   | ۱۰ سپتامبر ۲۰۱۳ | ورزشگاه دفنسورس دل چاکو، آسونسیون، پاراگوئه                     | پاراگوئه            | ۱–۰ | ۵–۲              | مقدماتی جام جهانی ۲۰۱۴        | [ ۳۶ ] |
| ۳۷   | ۸۳   | ۱۰ سپتامبر ۲۰۱۳ | ورزشگاه دفنسورس دل چاکو، آسونسیون، پاراگوئه                     | پاراگوئه            | ۴–۱ | ۵–۲              | مقدماتی جام جهانی ۲۰۱۴        | [ ۳۶ ] |
| ۳۸   | ۸۶   | ۷ ژوئن ۲۰۱۴     | ورزشگاه کیوداد لا پلاتا، لا پلاتا، آرژانتین                     | اسلوونی             | ۲–۰ | ۲–۰              | دوستانه                       | [ ۳۷ ] |
| ۳۹   | ۸۷   | ۱۵ ژوئن ۲۰۱۴    | ورزشگاه ماراکانا، ریو دو ژانیرو، برزیل                          | بوسنی و هرزگوین     | ۲–۰ | ۲–۱              | جام جهانی فوتبال ۲۰۱۴         | [ ۳۸ ] |
| ۴۰   | ۸۸   | ۲۱ ژوئن ۲۰۱۴    | ورزشگاه مینیرو، بلو هوریزونته، برزیل                            | ایران               | ۱–۰ | ۱–۰              | جام جهانی فوتبال ۲۰۱۴         | [ ۳۹ ] |
| ۴۱   | ۸۹   | ۲۵ ژوئن ۲۰۱۴    | ورزشگاه بیرا ریو، پورتو آلگری، برزیل                            | نیجریه              | ۱–۰ | ۳–۲              | جام جهانی فوتبال ۲۰۱۴         | [ ۴۰ ] |
| ۴۲   | ۸۹   | ۲۵ ژوئن ۲۰۱۴    | ورزشگاه بیرا ریو، پورتو آلگری، برزیل                            | نیجریه              | ۲–۱ | ۳–۲              | جام جهانی فوتبال ۲۰۱۴         | [ ۴۰ ] |
| ۴۳   | ۹۵   | ۱۴ اکتبر ۲۰۱۴   | ورزشگاه هنگ کنگ، سو کن پو، هنگ کنگ                              | هنگ کنگ             | ۵–۰ | ۷–۰              | دوستانه                       | [ ۴۱ ] |
| ۴۴   | ۹۵   | ۱۴ اکتبر ۲۰۱۴   | ورزشگاه هنگ کنگ، سو کن پو، هنگ کنگ                              | هنگ کنگ             | ۷–۰ | ۷–۰              | دوستانه                       | [ ۴۱ ] |
| ۴۵   | ۹۶   | ۱۲ نوامبر ۲۰۱۴  | ورزشگاه بولین گراند، لندن، انگلستان                             | کرواسی              | ۲–۱ | ۲–۱              | دوستانه                       | [ ۴۲ ] |
| ۴۶   | ۹۸   | ۱۳ ژوئن ۲۰۱۵    | ورزشگاه لا پورتادا، لاسرنا، شیلی                                | پاراگوئه            | ۲–۰ | ۲–۲              | کوپا آمریکا ۲۰۱۵              | [ ۴۳ ] |
| ۴۷   | ۱۰۴  | ۴ سپتامبر ۲۰۱۵  | ورزشگاه بی‌بی‌وی‌ای کامپس، هیوستون، ایالات متحده                   | بولیوی              | ۵–۰ | ۷–۰              | دوستانه                       | [ ۴۴ ] |
| ۴۸   | ۱۰۴  | ۴ سپتامبر ۲۰۱۵  | ورزشگاه بی‌بی‌وی‌ای کامپس، هیوستون، ایالات متحده                   | بولیوی              | ۶–۰ | ۷–۰              | دوستانه                       | [ ۴۴ ] |
| ۴۹   | ۱۰۵  | ۸ سپتامبر ۲۰۱۵  | ورزشگاه ای تی اند تی، آرلینگتون، تگزاس، ایالات متحده            | مکزیک               | ۲–۲ | ۲–۲              | دوستانه                       | [ ۴۵ ] |
| ۵۰   | ۱۰۷  | ۲۹ مارس ۲۰۱۶    | ورزشگاه ماریو آلبرتو کمپس، کوردوبا، آرژانتین                    | بولیوی              | ۲–۰ | ۲–۰              | مقدماتی جام جهانی ۲۰۱۸        | [ ۴۶ ] |
| ۵۱   | ۱۰۹  | ۱۰ ژوئن ۲۰۱۶    | ورزشگاه سلجر فیلد، شیکاگو، ایالات متحده                         | پاناما              | ۲–۰ | ۵–۰              | کوپا آمریکای قرن              | [ ۴۷ ] |
| ۵۲   | ۱۰۹  | ۱۰ ژوئن ۲۰۱۶    | ورزشگاه سلجر فیلد، شیکاگو، ایالات متحده                         | پاناما              | ۳–۰ | ۵–۰              | کوپا آمریکای قرن              | [ ۴۷ ] |
| ۵۳   | ۱۰۹  | ۱۰ ژوئن ۲۰۱۶    | ورزشگاه سلجر فیلد، شیکاگو، ایالات متحده                         | پاناما              | ۴–۰ | ۵–۰              | کوپا آمریکای قرن              | [ ۴۷ ] |
| ۵۴   | ۱۱۱  | ۱۸ ژوئن ۲۰۱۶    | ورزشگاه ژیلت، فاکسبرو، ماساچوست، ایالات متحده                   | ونزوئلا             | ۳–۰ | ۴–۱              | کوپا آمریکای قرن              | [ ۴۸ ] |
| ۵۵   | ۱۱۲  | ۲۱ ژوئن ۲۰۱۶    | ورزشگاه رلاینت، هیوستون، ایالات متحده                           | ایالات متحده آمریکا | ۲–۰ | ۴–۰              | کوپا آمریکای قرن              | [ ۴۹ ] |
| ۵۶   | ۱۱۴  | ۱ سپتامبر ۲۰۱۶  | ورزشگاه مالویناس آرژنتیناس، مندوسا، آرژانتین                    | اروگوئه             | ۱–۰ | ۱–۰              | مقدماتی جام جهانی ۲۰۱۸        | [ ۵۰ ] |
| ۵۷   | ۱۱۶  | ۱۵ نوامبر ۲۰۱۶  | ورزشگاه دل بیسنتناریو، سان خوآن، آرژانتین                       | کلمبیا              | ۱–۰ | ۳–۰              | مقدماتی جام جهانی ۲۰۱۸        | [ ۵۱ ] |
| ۵۸   | ۱۱۷  | ۲۳ مارس ۲۰۱۷    | ورزشگاه مونومنتال آنتونیو وسپوسیو لیبرتی، بوئنوس آیرس، آرژانتین | شیلی                | ۱–۰ | ۱–۰              | مقدماتی جام جهانی ۲۰۱۸        | [ ۵۲ ] |
| ۵۹   | ۱۲۱  | ۱۰ اکتبر ۲۰۱۷   | ورزشگاه المپیک آتاهولپا، کیتو، اکوادور                          | اکوادور             | ۱–۱ | ۳–۱              | مقدماتی جام جهانی ۲۰۱۸        | [ ۵۳ ] |
| ۶۰   | ۱۲۱  | ۱۰ اکتبر ۲۰۱۷   | ورزشگاه المپیک آتاهولپا، کیتو، اکوادور                          | اکوادور             | ۲–۱ | ۳–۱              | مقدماتی جام جهانی ۲۰۱۸        | [ ۵۳ ] |
| ۶۱   | ۱۲۱  | ۱۰ اکتبر ۲۰۱۷   | ورزشگاه المپیک آتاهولپا، کیتو، اکوادور                          | اکوادور             | ۳–۱ | ۳–۱              | مقدماتی جام جهانی ۲۰۱۸        | [ ۵۳ ] |
| ۶۲   | ۱۲۴  | ۲۹ مه ۲۰۱۸      | لا بومبونرا، بوئنوس آیرس، آرژنتین                               | هائیتی              | ۱–۰ | ۴–۰              | دوستانه                       | [ ۵۴ ] |
| ۶۳   | ۱۲۴  | ۲۹ مه ۲۰۱۸      | لا بومبونرا، بوئنوس آیرس، آرژنتین                               | هائیتی              | ۲–۰ | ۴–۰              | دوستانه                       | [ ۵۴ ] |
| ۶۴   | ۱۲۴  | ۲۹ مه ۲۰۱۸      | لا بومبونرا، بوئنوس آیرس، آرژنتین                               | هائیتی              | ۳–۰ | ۴–۰              | دوستانه                       | [ ۵۴ ] |
| ۶۵   | ۱۲۷  | ۲۶ ژوئن ۲۰۱۸    | ورزشگاه کرستوفسکی، سن پترزبورگ، روسیه                           | نیجریه              | ۱–۰ | ۲–۱              | جام جهانی ۲۰۱۸                | [ ۵۵ ] |
| ۶۶   | ۱۳۰  | ۷ ژوئن ۲۰۱۹     | ورزشگاه دل بیسنتناریو، سان خوآن، آرژانتین                       | نیکاراگوئه          | ۱–۰ | ۵–۱              | دوستانه                       | [ ۵۶ ] |
| ۶۷   | ۱۳۰  | ۷ ژوئن ۲۰۱۹     | ورزشگاه دل بیسنتناریو، سان خوآن، آرژانتین                       | نیکاراگوئه          | ۲–۰ | ۵–۱              | دوستانه                       | [ ۵۶ ] |
| ۶۸   | ۱۳۲  | ۱۹ ژوئن ۲۰۱۹    | ورزشگاه مینیرو، بلو هوریزونته، برزیل                            | پاراگوئه            | ۱–۱ | ۱–۱              | کوپا آمریکا ۲۰۱۹              | [ ۵۷ ] |
| ۶۹   | ۱۳۷  | ۱۵ نوامبر ۲۰۱۹  | ورزشگاه دانشگاه ملک سعود، ریاض، عربستان سعودی                   | برزیل               | ۱–۰ | ۱–۰              | سوپرکلاسیکو دلاس آمریکاس ۲۰۱۹ | [ ۵۸ ] |
| ۷۰   | ۱۳۸  | ۱۸ نوامبر ۲۰۱۹  | ورزشگاه بلومفیلد، تل‌آویو، اسرائیل                               | اروگوئه             | ۲–۲ | ۲–۲              | دوستانه                       | [ ۵۹ ] |
| ۷۱   | ۱۳۹  | ۸ اکتبر ۲۰۲۰    | لا بومبونرا، بوئنوس آیرس، آرژانتین                              | اکوادور             | ۱–۰ | ۱–۰              | مقدماتی جام جهانی ۲۰۲۲        | [ ۶۰ ] |
| ۷۲   | ۱۴۳  | ۳ ژوئن ۲۰۲۱     | Estadio Único Madre de Ciudades, سانتیاگو دل استرو، آرژانتین    | شیلی                | ۱–۰ | ۱–۱              | مقدماتی جام جهانی ۲۰۲۲        | [ ۶۱ ] |
| ۷۳   | ۱۴۵  | ۱۴ ژوئن ۲۰۲۱    | ورزشگاه المپیک ژائو هاولانژ، ریو دو ژانیرو، برزیل               | شیلی                | ۱–۱ | ۱–۱              | کوپا آمریکا ۲۰۲۱              |        |
| ۷۴   | ۱۴۸  | ۱۸ ژوئن ۲۰۲۱    | ورزشگاه آرنا پانتانال، کویابا، برزیل                            | بولیوی              | ۲–۰ | ۴–۱              | کوپا آمریکا ۲۰۲۱              |        |
| ۷۵   | ۱۴۸  | ۱۸ ژوئن ۲۰۲۱    | ورزشگاه آرنا پانتانال، کویابا، برزیل                            | بولیوی              | ۳–۰ | ۴–۱              | کوپا آمریکا ۲۰۲۱              |        |
| ۷۶   | ۱۴۹  | ۳ ژوئیه ۲۰۲۱    | ورزشگاه ملی مانه گارینشا، برازیلیا، برزیل                       | اکوادور             | ۳–۰ | ۳–۰              | کوپا آمریکا ۲۰۲۱              |        |
| ۷۷   | ۱۵۳  | ۱۰ سپتامبر ۲۰۲۱ | ورزشگاه آنتونیو لیبرتی، بوئنوس آیرس، آرژانتین                   | بولیوی              | ۱–۰ | ۳–۰              | مقدماتی جام جهانی ۲۰۲۲        |        |
| ۷۸   | ۱۵۳  | ۱۰ سپتامبر ۲۰۲۱ | ورزشگاه آنتونیو لیبرتی، بوئنوس آیرس، آرژانتین                   | بولیوی              | ۲–۰ | ۳–۰              | مقدماتی جام جهانی ۲۰۲۲        |        |
| ۷۹   | ۱۵۳  | ۱۰ سپتامبر ۲۰۲۱ | ورزشگاه آنتونیو لیبرتی، بوئنوس آیرس، آرژانتین                   | بولیوی              | ۳–۰ | ۳–۰              | مقدماتی جام جهانی ۲۰۲۲        | [ ۶۲ ] |
| ۸۰   | ۱۵۵  | ۱۱ اکتبر ۲۰۲۱   | ورزشگاه آنتونیو لیبرتی، بوئنوس آیرس، آرژانتین                   | اروگوئه             | ۱–۰ | ۳–۰              | مقدماتی جام جهانی ۲۰۲۲        |        |
| ۸۱   | ۱۵۹  | ۲۵ مارس ۲۰۲۲    | لا بومبونرا، بوئنوس آیرس                                        | ونزوئلا             | ۰–۳ | ۳–۰              | مقدماتی جام جهانی ۲۰۲۲        |        |
| ۸۲   | ۱۶۲  | ۵ ژوئن ۲۰۲۲     | ورزشگاه ال سادار، پامپلونا                                      | استونی              | ۰–۱ | ۵–۰              | دوستانه                       |        |
| ۸۳   | ۱۶۲  | ۵ ژوئن ۲۰۲۲     | ورزشگاه ال سادار، پامپلونا                                      | استونی              | ۲–۰ | ۵–۰              | دوستانه                       |        |
| ۸۴   | ۱۶۲  | ۵ ژوئن ۲۰۲۲     | ورزشگاه ال سادار، پامپلونا                                      | استونی              | ۳–۰ | ۵–۰              | دوستانه                       |        |
| ۸۵   | ۱۶۲  | ۵ ژوئن ۲۰۲۲     | ورزشگاه ال سادار، پامپلونا                                      | استونی              | ۰–۴ | ۵–۰              | دوستانه                       |        |
| ۸۶   | ۱۶۲  | ۵ ژوئن ۲۰۲۲     | ورزشگاه ال سادار، پامپلونا                                      | استونی              | ۰–۵ | ۵–۰              | دوستانه                       |        |
| ۸۷   | ۱۶۳  | ۲۳ سپتامبر ۲۰۲۲ | ورزشگاه هارد راک، میامی گاردنز                                  | هندوراس             | ۰–۲ | ۳–۰              | دوستانه                       |        |
| ۸۸   | ۱۶۳  | ۲۳ سپتامبر ۲۰۲۲ | ورزشگاه هارد راک، میامی گاردنز                                  | هندوراس             | ۰–۳ | ۳–۰              | دوستانه                       |        |
| ۸۹   | ۱۶۴  | ۲۷ سپتامبر ۲۰۲۲ | ورزشگاه ردبول آرنا، هریسون                                      | جامائیکا            | ۰–۲ | ۳–۰              | دوستانه                       |        |
| ۹۰   | ۱۶۴  | ۲۷ سپتامبر ۲۰۲۲ | ورزشگاه ردبول آرنا، هریسون                                      | جامائیکا            | ۰–۳ | ۳–۰              | دوستانه                       |        |
| ۹۱   | ۱۶۵  | ۱۶ نوامبر ۲۰۲۲  | ورزشگاه محمد بن زاید، ابوظبی                                    | امارات متحدهٔ عربی   | ۰–۴ | ۵–۰              | دوستانه                       |        |
| ۹۲   | ۱۶۶  | ۲۲ نوامبر ۲۰۲۲  | ورزشگاه ملی لوسیل، لوسیل                                        | عربستان سعودی       | ۱–۰ | ۲–۱              | جام جهانی ۲۰۲۲                |        |
| ۹۳   | ۱۶۷  | ۲۵ نوامبر ۲۰۲۲  | ورزشگاه ملی لوسیل، لوسیل                                        | مکزیک               | ۱–۰ | ۲–۰              | جام جهانی ۲۰۲۲                |        |
| ۹۴   | ۱۶۹  | ۳ دسامبر ۲۰۲۲   | ورزشگاه احمد بن علی، الریان                                     | استرالیا            | ۱–۰ | ۲–۱              | جام جهانی ۲۰۲۲                |        |
| ۹۵   | ۱۷۰  | ۹ دسامبر ۲۰۲۲   | ورزشگاه ملی لوسیل، لوسیل                                        | هلند                | ۰–۲ | ۲–۲ (پنالتی ۴–۳) | جام جهانی ۲۰۲۲                |        |
| ۹۶   | ۱۷۱  | ۱۳ دسامبر ۲۰۲۲  | ورزشگاه ملی لوسیل، لوسیل                                        | کرواسی              | ۰–۱ | ۳–۰              | جام جهانی ۲۰۲۲                |        |
| ۹۷   | ۱۷۲  | ۱۸ دسامبر ۲۰۲۲  | ورزشگاه ملی لوسیل، لوسیل                                        | فرانسه              | ۰–۱ | ۳–۳ (پنالتی ۴–۲) | جام جهانی ۲۰۲۲                |        |
| ۹۸   | ۱۷۲  | ۱۸ دسامبر ۲۰۲۲  | ورزشگاه ملی لوسیل، لوسیل                                        | فرانسه              | ۲–۳ | ۳–۳ (پنالتی ۴–۲) | جام جهانی ۲۰۲۲                |        |
| ۹۹   | ۱۷۳  | ۲۴ مارس ۲۰۲۳    | ورزشگاه آنتونیو لیبرتی، بوئنوس آیرس، آرژانتین                   | پاناما              | ۰–۲ | ۲–۰              | دوستانه                       |        |
| ۱۰۰  | ۱۷۴  | ۲۹ مارس ۲۰۲۳    | ورزشگاه یونیکو مادر د سیودادس                                   | کوراسائو            | ۰–۱ | ۷–۰              | دوستانه                       |        |
| ۱۰۱  | ۱۷۴  | ۲۹ مارس ۲۰۲۳    | ورزشگاه یونیکو مادر د سیودادس                                   | کوراسائو            | ۰–۳ | ۷–۰              | دوستانه                       |        |
| ۱۰۲  | ۱۷۴  | ۲۹ مارس ۲۰۲۳    | ورزشگاه یونیکو مادر د سیودادس                                   | کوراسائو            | ۰–۵ | ۷–۰              | دوستانه                       |        |

## آمار
تا تاریخ ۱۹ نوامبر ۲۰۲۴

### گل‌ها بر پایه سال
| سال   | در رقابت | در رقابت | دوستانه | دوستانه | مجموع | مجموع |
| سال   | بازی     | گل       | بازی    | گل      | بازی  | گل    |
| ----- | -------- | -------- | ------- | ------- | ----- | ----- |
| ۲۰۰۵  | ۳        | ۰        | ۲       | ۰       | ۵     | ۰     |
| ۲۰۰۶  | ۳        | ۱        | ۴       | ۱       | ۷     | ۲     |
| ۲۰۰۷  | ۱۰       | ۴        | ۴       | ۲       | ۱۴    | ۶     |
| ۲۰۰۸  | ۶        | ۱        | ۲       | ۱       | ۸     | ۲     |
| ۲۰۰۹  | ۸        | ۱        | ۲       | ۲       | ۱۰    | ۳     |
| ۲۰۱۰  | ۵        | ۰        | ۵       | ۲       | ۱۰    | ۲     |
| ۲۰۱۱  | ۸        | ۲        | ۵       | ۲       | ۱۳    | ۴     |
| ۲۰۱۲  | ۵        | ۵        | ۴       | ۷       | ۹     | ۱۲    |
| ۲۰۱۳  | ۵        | ۳        | ۲       | ۳       | ۷     | ۶     |
| ۲۰۱۴  | ۷        | ۴        | ۷       | ۴       | ۱۴    | ۸     |
| ۲۰۱۵  | ۶        | ۱        | ۲       | ۳       | ۸     | ۴     |
| ۲۰۱۶  | ۱۰       | ۸        | ۱       | ۰       | ۱۱    | ۸     |
| ۲۰۱۷  | ۵        | ۴        | ۲       | ۰       | ۷     | ۴     |
| ۲۰۱۸  | ۴        | ۱        | ۱       | ۳       | ۵     | ۴     |
| ۲۰۱۹  | ۶        | ۱        | ۴       | ۴       | ۱۰    | ۵     |
| ۲۰۲۰  | ۴        | ۱        | ۰       | ۰       | ۴     | ۱     |
| ۲۰۲۱  | ۱۶       | ۹        | ۰       | ۰       | ۱۶    | ۹     |
| ۲۰۲۲  | ۱۰       | ۸        | ۴       | ۱۰      | ۱۴    | ۱۸    |
| ۲۰۲۳  | ۵        | ۳        | ۳       | ۵       | ۸     | ۸     |
| ۲۰۲۴  | ۹        | ۴        | ۲       | ۲       | ۱۱    | ۶     |
| مجموع | ۱۳۵      | ۶۱       | ۵۶      | ۵۱      | ۱۹۱   | ۱۱۲   |

| رقابت                     | بازی | گل  |
| ------------------------- | ---- | --- |
| دوستانه                   | ۵۶   | ۵۱  |
| کوپا آمریکا               | ۳۹   | ۱۴  |
| مقدماتی جام جهانی فوتبال  | ۶۹   | ۳۴  |
| جام جهانی فوتبال          | ۲۶   | ۱۳  |
| جام قهرمانان کونمبول–یوفا | ۱    | ۰   |
| مجموع                     | ۱۹۱  | ۱۱۲ |

| فدراسیون | تیم | گل  |
| -------- | --- | --- |
| کونمبول  | ۹   | ۵۰  |
| یوفا     | ۱۲  | ۲۳  |
| کونکاکاف | ۱۰  | ۲۷  |
| کاف      | ۲   | ۵   |
| ای اف سی | ۵   | ۷   |
| مجموع    | ۳۸  | ۱۱۲ |

| رقیب                | گل  |
| ------------------- | --- |
| بولیوی              | ۱۱  |
| اکوادور             | ۷   |
| اروگوئه             | ۶   |
| برزیل               | ۵   |
| شیلی                | ۵   |
| استونی              | ۵   |
| پاراگوئه            | ۵   |
| ونزوئلا             | ۵   |
| گواتمالا            | ۵   |
| مکزیک               | ۴   |
| پاناما              | ۴   |
| کلمبیا              | ۳   |
| کوراسائو            | ۳   |
| کرواسی              | ۳   |
| فرانسه              | ۳   |
| هائیتی              | ۳   |
| نیجریه              | ۳   |
| سوئیس               | ۳   |
| پرو                 | ۳   |
| الجزایر             | ۲   |
| هنگ کنگ             | ۲   |
| هندوراس             | ۲   |
| جامائیکا            | ۲   |
| نیکاراگوئه          | ۲   |
| اسپانیا             | ۲   |
| استرالیا            | ۲   |
| آلبانی              | ۱   |
| آلمان               | ۱   |
| ایران               | ۱   |
| هلند                | ۱   |
| پرتغال              | ۱   |
| اسلوونی             | ۱   |
| صربستان             | ۱   |
| کانادا              | ۱   |
| بوسنی و هرزگوین     | ۱   |
| عربستان سعودی       | ۱   |
| امارات متحده عربی   | ۱   |
| ایالات متحده آمریکا | ۱   |
| مجموع               | ۱۱۲ |